# Atimia mexicana
Atimia mexicana là một loài bọ cánh cứng trong họ Cerambycidae.